# Gangeshaai
De Gangeshaai (Glyphis gangeticus) is een haai uit de familie van de requiemhaaien.

## Kenmerken
Deze haai heeft opvallend kleine ogen, wat wijst op een aanpassing aan het leven in troebel water, waarbij zicht een ondergeschikte rol speelt bij het opsporen van prooien. Op grond van het weinige materiaal en vergelijking met andere verwante soorten wordt geschat dat deze haai bij een lengte van 187 centimeter volwassen wordt en een maximale lengte kan bereiken van 204 cm. De Gangeshaai is waarschijnlijk levendbarend en de jongen zijn tussen de 56 en 61 cm lang als ze ter wereld komen.

## Natuurlijke leefomgeving
De Gangeshaai kwam voor in de rivier de Hooghly, Ganges-delta, West-Bengalen en India. Het is een haai met een zeer verborgen leefwijze die zich ophoudt in riviermondingen in zowel zoet, zout als brak water. De soort kan makkelijk worden verward met de stierhaai die ook in dit habitattype kan voorkomen, maar een veel grotere verspreiding over de wereld heeft. 

## Vondstgeschiedenis
Van de Gangeshaai zijn slechts drie museumexemplaren bekend (Musée national d'histoire naturelle, Parijs; Humboldt Museum, Berlijn en het Zoölogisch Survey of India, Calcutta). De vangsten dateren uit de 19e eeuw. Tussen 1867 en 1996 is geen enkele bevestigde vangst. In 2001 werd een exemplaar gevangen op 84 kilometer afstand van zee in de rivier de Hooghly en op grond van een foto van de kaak gedetermineerd. In februari 2016 werd op de vismarkt aan het Sassoondok in Mumbai, India, door onderzoekers een 266 cm lang vrouwelijk exemplaar aangetroffen.

### Rode Lijst
Als deze haai niet al uitgestorven is, komt hij voor in een zeer beperkt gebied waar zijn habitat wordt bedreigd door steeds toenemende menselijke activiteit zoals overbevissing, waterverontreiniging en de bouw van dammen en stuwen. Daarom staat de Gangeshaai als ernstig bedreigd op de internationale Rode Lijst van de IUCN.

## Synoniemen
- Carcharhinus gangeticus - (Müller & Henle, 1839)[2]
- Carcharias gangeticus - Müller & Henle, 1839[2]
- Eulamia gangetica - (Müller & Henle), 1839[2]
- Platypodon gangeticus - (Müller & Henle), 1839[2]

Gangeshaai (Glyphis gangeticus) · Noordelijke rivierhaai (Glyphis garricki) · Speertandhaai (Glyphis glyphis) · Siamese haai (Glyphis siamensis)